# 허성밍
허성밍(중국어: 何晟铭, 병음: Hé Shèngmíng, 한자음: 하성명, 1976년 7월 9일 ~ ) 또는 미키 허(Mickey He)는 중국의 가수 겸 배우이다. 후베이성 셴타오시 출신.

## 방송
- 반공특전대지엽영
- 신의 화타
- 혼전협의
- 사대명포
- 애적부산과

## 영화
- 유리미인살 (2020년)
- 혼전협의 (2015년)
- 사대명포 (2015년) - 안세경 역
- 애적부산과 (2014년)
- 심회진실적자기 (2013년)
- 건륭황제 (2013년)
- 황궁비련 (2012년)
- 경성절연 (2012년)
- 온 마이 웨이 (2012년)
- 궁쇄주렴 (2012년)
- 편지랑연 (2011년)
- 궁쇄심옥 (2011년) - 윤진 역
- 미인심계 (2010년) - 주아부 역
- 매괴강호 (2009년)